# Leila Mourad
Leila Mourad (em Árabe ليلى مراد ), (Daher, Egito em 17 de fevereiro em 1918 – 21 de Novembro de 1995) foi uma cantora e atriz egípcia. Ela também é conhecida como "Laila Mourad" e "Layla Mourad".

## Trabalhos
Suas canções famosas incluem:
- "Yama Arak el nasim"
- "Ya msafer we nassi hawak"
- "Albi dalleli"
- "leeh khaletni ahebak"
- "Elmaya we el hawa"
- "Ya aaz mn Ainy"
- "Sanaten wana ahayel feek"
- "Etmakhtary".
- "El Hob Gameel".
- "Monaya fi Korbak"
- "Abgad Hawaz".

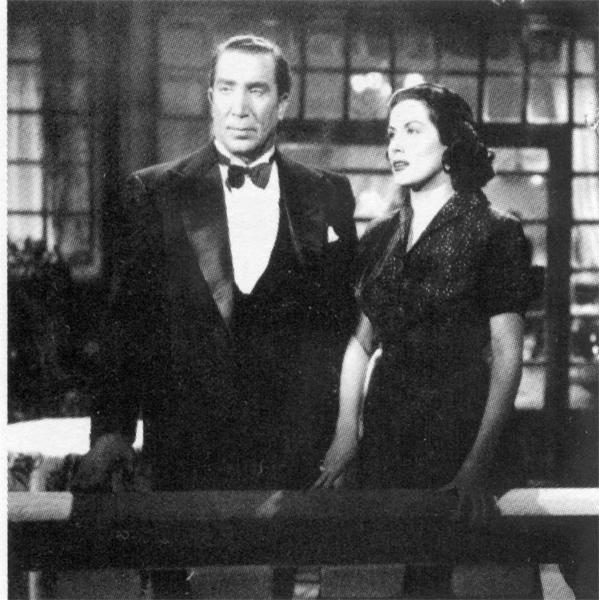
Layla com Youssef Wahbi em um de seus filmes.

- "Einy Betref", a duet with the Egyptian actor "Naguib AlRaihani".

Seus filmes incluem:
- 1953: Sayedat al-Qitar (Lady on the Train).
- 1952: Ward el gharam (Flowers of Love).
- 1949: Ghazal Al Banat (Flirtation of Girls).
- 1948: El Hawa wal chabab (Love and Youth).
- 1947: Darbet el kadar (The Blow of Fate).
- 1947: Qalbi dalili (My Heart is My Guide).
- 1947: Khatem Suleiman (Solomon's Ring).
- 1947: Leila bint el agnia (Leila, Daughter of the Rich).
- 1946: Leila bint el fukara (Leila, Daughter of the Poor).
- 1946: El Madi el maghoul (The Forgotten Past).
- 1946: Shadia al wadi (The Singer in the Valley).
- 1944: Leila fil zalam (Leila in the Shadows).
- 1942: Leila, bint al-madaress (Leila, the Schoolgirl).
- 1942: Laila, ghadet el camelia (Leila, Lady of the Camelias).
- 1942: Shuhaddaa el gharam (Romeo and Juliet).
- 1941: Leila, bint el rif (Leila, the Girl from the Country).
- 1940: Laila momtera (Stormy Night).
- 1938: Yahya el hub (Long Live Love).